# Western & Southern Financial Group Masters & Women’s Open 2007
Die Western & Southern Financial Group Masters and Women’s Open 2007 waren ein Tennisturnier der WTA Tour 2007 für Damen und ein Tennisturnier der ATP Tour 2007 für Herren in Mason, Ohio bei Cincinnati, welche vom 13. bis 19. August für Herren und vom 14. bis 22. Juli 2007 für Damen stattfanden.

## Herrenturnier
→ Qualifikation: Western & Southern Financial Group Masters 2007/Qualifikation

## Damenturnier
→ Qualifikation: Western & Southern Financial Group Women’s Open 2007/Qualifikation